# 武田信重
武田 信重（たけだ のぶしげ）は、室町時代中期の守護大名。甲斐源氏14代当主。武田氏11代当主。

## 生涯

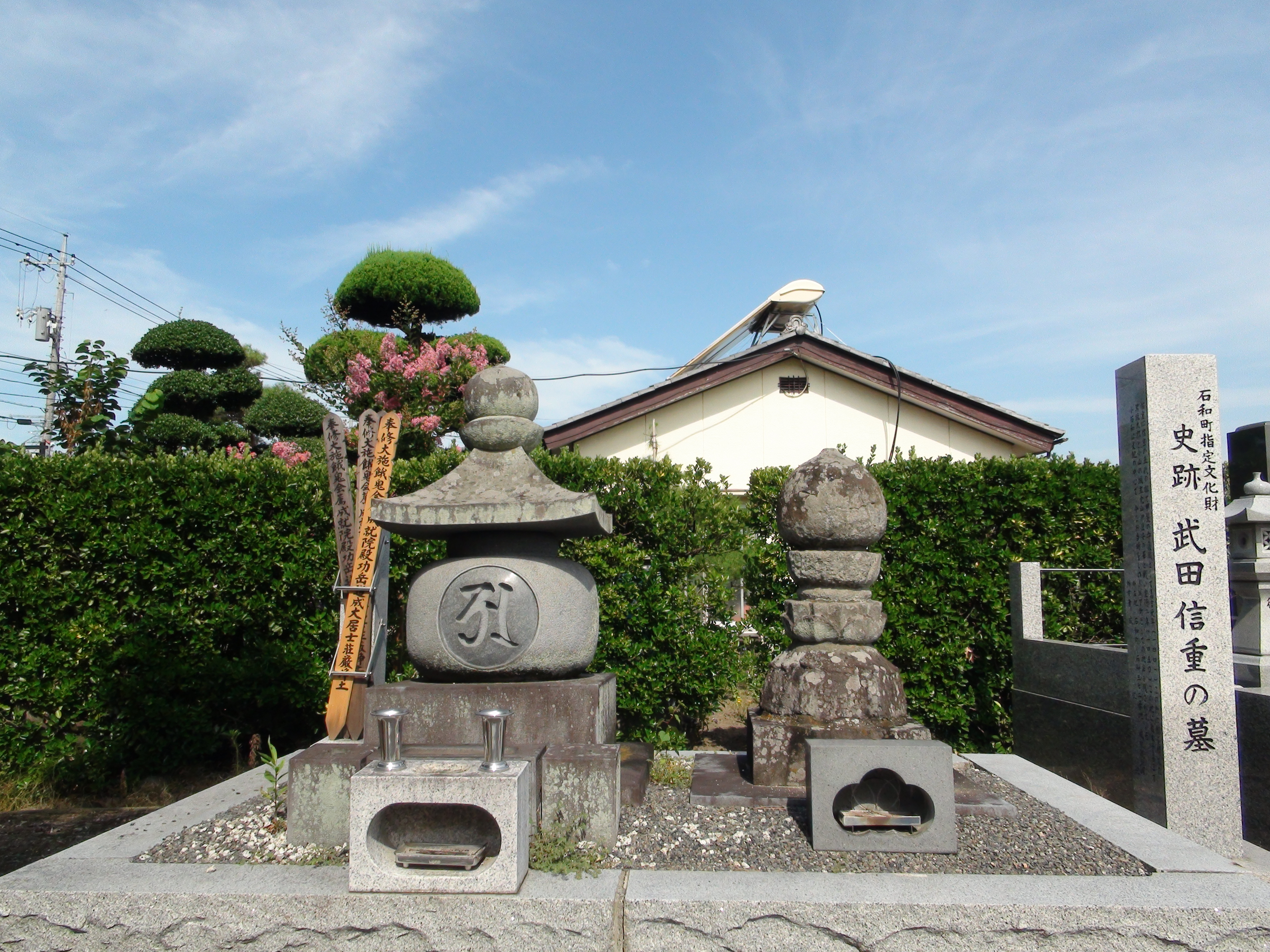
武田信重の墓、笛吹市石和町小石和、成就院。（2012年7月撮影）

元中3年/至徳3年（1386年）、第13代当主・武田信満の長男として甲斐国都留郡に生まれる。室町時代に甲斐国は関東8か国を支配する鎌倉府の管轄下に置かれていたが、応永24年（1417年）に鎌倉公方の足利持氏と前関東管領の上杉氏憲（禅秀）の対立から発生した上杉禅秀の乱で守護信満は縁者である禅秀方に味方し、持氏の討伐を受けて敗死する。乱に際して在京していた信重や叔父の信元はともに剃髪して高野山に入り、信重は光増坊道成と号している（『鎌倉大草紙』）。
当時、甲斐国の守護は他の東国諸国と同様に鎌倉府の支配下にありながら、その任免は京都の室町幕府によって決定されるという複雑な構造になっていた。持氏は甲斐守護に武田有義系の子孫と伝わる逸見有直を望むが、鎌倉府と対立する幕府は武田氏の守護復帰を企図したため、信元は応永25年（1418年）に還俗し甲斐守護に任じられ、信濃国守護小笠原政康の後援を受け入国する。信元は守護代跡部氏の援軍を得て反武田勢力の逸見有直と対抗するが、信元は応永27年（1420年）に死去（戦死か）、甲斐は守護不在状態となる。
信元の死後、跡部氏に補佐された信重の弟・武田信長の子・武田伊豆千代丸と逸見氏や反武田勢力との抗争が、やがて伊豆千代丸と対立した跡部氏が武田信長を国外へ駆逐し、跡部氏の専横が強まっていく。応永28年（1421年）に幕府は信重を新たに守護に任命する方針を鎌倉府に示すが、持氏はこれに抵抗したため、実際に任命人事が発令されたのは応永30年（1423年）6月5日のことであった（『満済准后日記』同日条）。ところが、信重は逸見氏・穴山氏の抵抗を理由に甲斐への帰国を拒否し、それが受け入れられなければ就任を拒否する姿勢を示した。そのため、任命は中止され、信重は四国への隠棲を余儀なくされた。杉山一弥は逸見氏や穴山氏の件は表向きの理由であり、本質的な拒否理由は在倉制にあったとみる。関東など鎌倉府管轄下の諸国の守護は鎌倉に出仕して鎌倉公方に奉仕する義務を負っていた。だが、それは同時に鎌倉公方が自分の敵対する可能性のある守護を粛清する好機でもあり、実際に幽閉・殺害された守護も存在した。信重は上杉禅秀の乱への加担者に対する報復を進めていた持氏によって自分の命を奪われることを危惧して帰国を拒否したが、室町幕府（足利義持）としては信重の拒否理由は情においては理解できたものの、在倉制は守護としての義務であり、これを拒絶した信重を幕府に対する抗命として京都から追放、事実上の配流にせざるを得なかったのである。この状況を見た足利持氏は応永33年（1426年）に甲斐国に出兵して、武田信長を降伏させて鎌倉に出仕させた。持氏は伊豆千代丸を守護と認めることで信長父子を懐柔する一方で、実質においては幼少の伊豆千代丸に代わって甲斐の直接統治に踏み切ったのである。
この流れが変わったのは、足利義教の征夷大将軍就任後である。義教は再度、信重に甲斐守護就任を命じ、更に隣接する駿河国駿東郡の佐野・沢田両郷を与える提案が出されるものの、信重は再度拒否するが、義教は信重を許して京都に呼び戻した上で摂津国溝杭荘の一部を与えたのである。これは持氏との対決が近いと考えた義教が信重を庇護する姿勢を示したものであった。永享5年（1433年）には跡部氏による輪宝一揆によって甲斐における勢力を失った武田信長が鎌倉を出奔し、永享6年（1433年）に入ると跡部氏が室町幕府と極秘に交渉を行い、管領細川持之や満済の説得を受け入れた跡部氏が信重を守護として迎える姿勢を示した。永享7年（1434年）3月には京都において信重と跡部氏の対面が行われるとともに、跡部氏は幕府に対して信重を守護に擁立することを約束したのであった。
永享10年（1438年）信重は小笠原氏や跡部氏の援助を得て入国する（「小笠原文書」）。信重の帰国した時期は幕府と鎌倉府の対抗が最大限に達しており、永享の乱では信重も出兵要請を受けているが、このときは出兵した形跡が見られない。続く結城合戦や嘉吉の乱では信重も出兵しており（「足利家御内書」）、信重期には鎌倉府や逸見氏の没落により甲斐国内も収束に向かっていると考えられている。なお、結城合戦においては結城持朝（結城氏朝の子）の首級を挙げている（「鎌倉大草紙」）。文安3年（1446年）、信濃守護・小笠原政康の死後に発生した争いでは幕命により小笠原光康擁立に尽力している（「小笠原家文書」）。

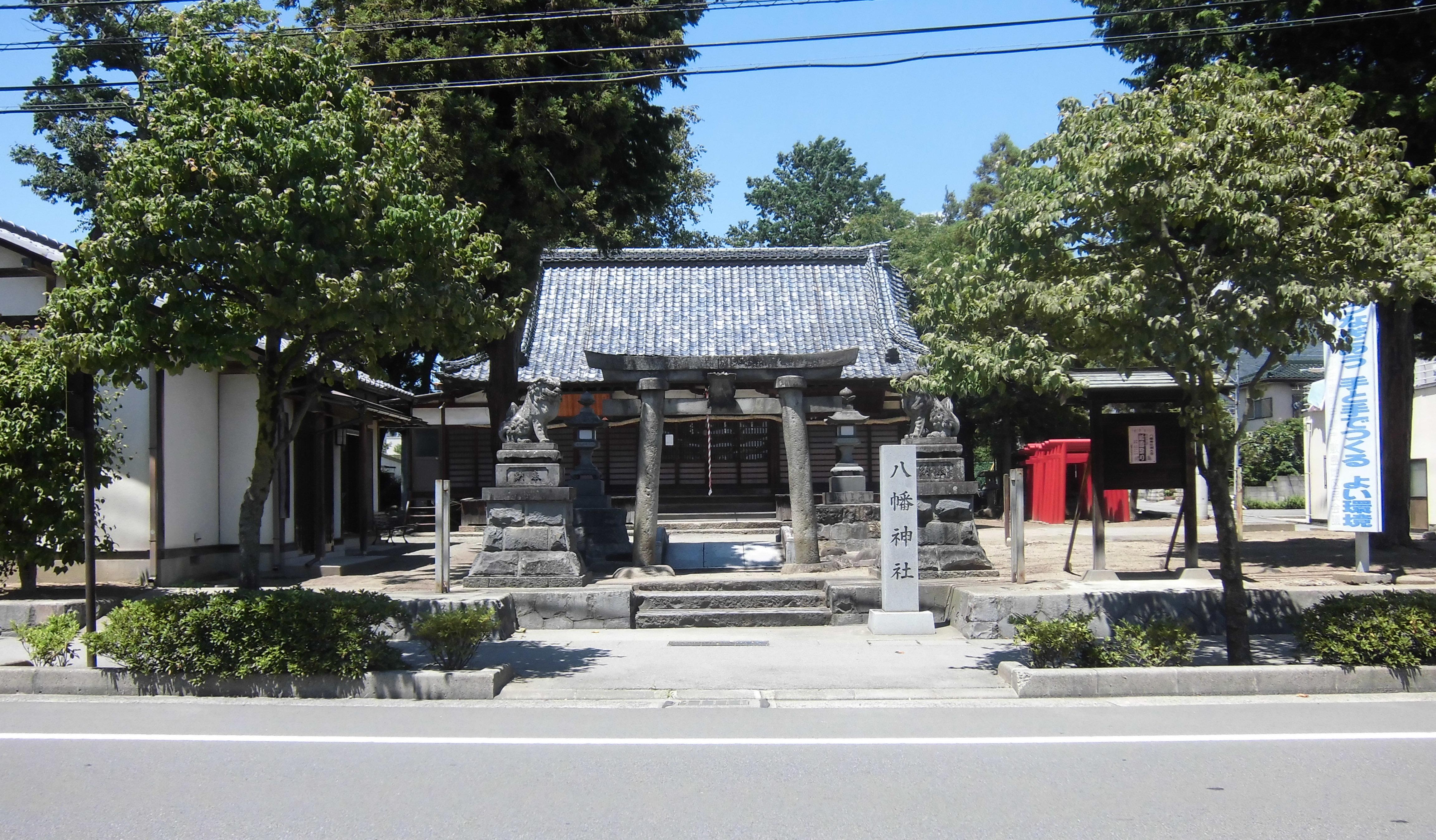
甲斐市島上条の八幡神社

領国経営では3点の文書が現存し、文安2年（1445年）には塩山向嶽寺への寺領安堵を、文安3年（1446年）の甲府一蓮寺再興を行っている。また、信重期には譜代家臣団が形成されはじめていることも指摘されている。
宝徳2年（1450年）、信重は黒坂太郎を討伐中に穴山伊豆守（実名不明）に殺害された（『甲斐国志』による）。享年65。伊豆守は穴山満春の実子とされ、信重が次男の信介を養嗣子として穴山家に送り込んだため、それを恨んで引き起こしたものであるとされる。
後を子の武田信守が継いだ。墓所は、『国志』によれば信重の居館跡と伝わる山梨県笛吹市石和町の成就院であるという。
中世には志摩荘内の上条郷が存在した甲斐市島上条の八幡神社には嘉吉3年（1443年）に信重が奉納した鰐口が伝来し、現在は南巨摩郡富士川町の最勝寺所蔵となっている。

## 系譜
- 父：武田信満
- 母：小山田信澄娘
- 妻：不詳
  - 男子：武田信守（?-1455）
  - 男子：穴山信介
  - 男子：金丸光重
  - 男子：曽根基経
  - 男子：曽根賢信 - 名は賢範とも